# Саргсян Серж Азатович
Серж Аза́тович Саргся́н (вірм. Սերժ Ազատի Սարգսյան, МФА: [sɛɾʒ sɑɾgəsˈjɑn]; нар. 30 червня 1954, Степанакерт, Нагірно-Карабаська автономна область, Азербайджанська РСР) — Прем'єр-міністр Вірменії (з 4 квітня 2007 до 9 квітня 2008 та з 17 квітня 2018 до 23 квітня 2018), Президент Вірменії (2008—2018).

## Біографія
Закінчив середню школу у місті Степанакерт. У 1971 році вступив в Єреванський державний університет. У 1972–1974 рр. служив у збройних силах СРСР. У 1979 році закінчив філологічний факультет ЄДУ.
Трудову діяльність розпочав у 1975 році токарем на Єреванському електротехнічному заводі, де пропрацював до 1979 року.
У 1979–1988 рр. був завідувачем відділу, другим секретарем, першим секретарем Степанакертського міськкому ЛКСМ Азербайджану, завідувачем відділу пропаганди та агітації Степанакертського міськкому Компартії Азербайджану, інструктором відділу компартійних організацій обкому НКАО, помічником першого секретаря обкому НКАО Генріха Погосяна.
- У 1989–1993 рр. — Керівник Комітету сил самооборони НКР.
- У 1990 році — Депутат Верховної Ради Вірменії.
- У 1993-1995 рр. — Міністр оборони РВ.
- У 1995-1996 рр. — Начальник управління державної безпеки РВ, потім — Міністр національної безпеки РВ.
- У 1996-1999 рр. — Міністр внутрішніх справ і національної безпеки РВ.
- У 1999 р. — Міністр національної безпеки РВ.
- У 1999-2000 рр. — Керівник Апарату Президента РВ.
- У 1999-2007 рр. — Секретар Ради Національної безпеки при Президентові РВ.
- У 2000—2007 рр. — Міністр оборони РВ.
- 4 квітня 2007 призначено Прем'єр-міністром Республіки Вірменія.
- 7 червня 2007 знову призначено Прем'єр-міністром РВ, очоливши Уряд РВ, сформований після виборів до Національних Зборів РВ.

На президентських виборах 19 лютого 2008 Серж Саргсян обраний Президентом Республіки Вірменія. 9 квітня 2008 вступив на посаду Президента РВ.
Член Республіканської партії з 2006 року, з липня 2006 року по листопад 2007 року — голова Ради партії. У листопаді 2007 року обраний Головою РПА. Є головою Ради Єреванського Державного Університету та президентом Федерації шахів Вірменії.
17 квітня 2018 року 77 голосами «за» та 17 «проти» обраний Прем'єр-міністром Вірменії. Його висування та обрання викликало різке несприйняття опозиційних політичних сил та масові протести в країні.
23 квітня 2018 року в результаті протестів Серж Саргсян подав у відставку з посади прем'єр-міністра Вірменії.

## Нагороди
- Отримав звання Героя Арцаха, нагороджений орденами РВ «Бойовий хрест» першого ступеня, «Тигран Мец» і «Золотий орел». Має інші урядові нагороди.
- Орден князя Ярослава Мудрого I ст. (Україна, липень 2011)[4][5]
- Президентський орден Сяйво (Грузія, 2013)[6]

## Сім'я
Одружився в 1983 році. Дружина — Рита Саргсян, народилася в Степанакерті в сім'ї військового. За фахом — вчителька музики.
Має двох доньок: Ануш і Сатенік, і одну онуку — Маріам.

## Знання
Володіє вірменською, російською, азербайджанською, а також англійською мовами.